# Maria Doroteia de Bragança
D. Maria Doroteia de Bragança (nome completo: Maria Francisca Doroteia Josefa Antónia Gertrudes Rita Joana Efigénia de Bragança; Lisboa, 21 de setembro de 1739 - Lisboa, 14 de janeiro de 1771) foi a terceira filha do Rei José I de Portugal e da Rainha Mariana Vitória de Bourbon. O seu nome foi dado em homenagem à sua bisavó Doroteia Sofia de Neuburgo.

## Biografia
Nascida em 21 de Setembro de 1739, em Lisboa, no Paço da Ribeira, a Infanta com o nome Maria Francisca Doroteia Josefa Antónia Gertrudes Rita Joana Efigénia de Bragança na Sé Patriarcal de Lisboa, por D. Tomás de Almeida, tendo como padrinhos Carlos VI, Imperador do Sacro Império Romano e Doroteia Sofia de Neuburgo, sua bisavó.

## Possível Matrimônio
Foi-lhe proposto casamento com Luís Filipe II, Duque d'Orleães (1747-1793), mais tarde conhecido por "Filipe Égalité", mas a Infanta recusou-se a se casar com ele. Pensou-se em casá-la com José II, Imperador do Sacro Império Romano, com Fernando VI, Rei de Espanha e com Carlos III, Rei de Espanha. Consta que não teve relações com nenhum homem.

## Morte prematura e enterro
A infanta faleceu jovem e solteira com apenas 31 anos de idade, em Lisboa. Seu túmulo encontra-se no Panteão Real da Dinastia de Bragança no Mosteiro de São Vicente de Fora.

## Títulos e estilos
- 21 de setembro de 1739 - 14 de janeiro de 1771: Sua Alteza Real, a Infanta Maria Doroteia de Portugal

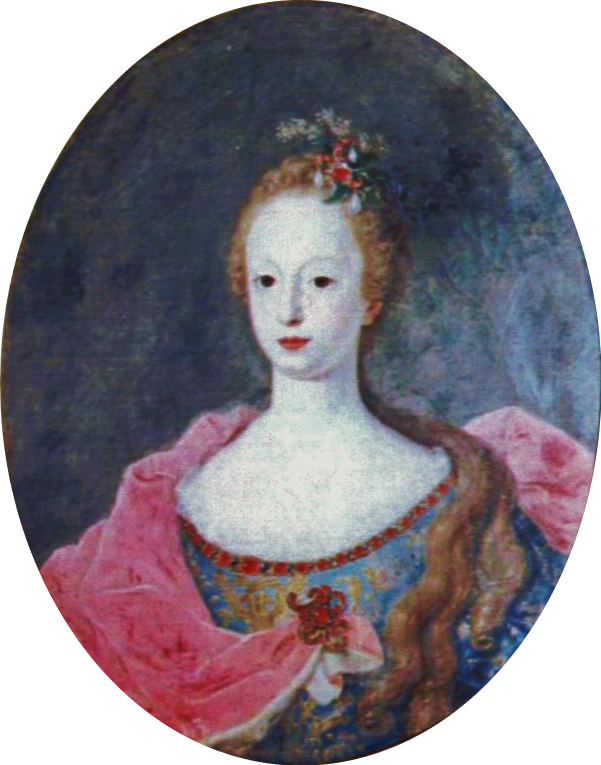
Retrato de D. Maria Doroteia de Bragança (1753) - Vieira Lusitano (Palácio Real de Aranjuez, Madrid)